# 테이크 쉘터
테이크 쉘터(Take Shelter)는 제프 니콜스가 감독과 각본을 맡고, 마이클 섀넌과 제시카 채스테인이 주연을 맡은 2011년에 개봉한 미국의 드라마 스릴러 영화이다. 묵시록적인 환상에 시달리는 젊은 가장은 다가오는 폭풍 또는 자기 자신으로부터 그의 가족들을 보호해야할지 말아야할지 의문을 갖는다. 새턴상에서 최우수 스릴러 공포 작품상과 채스테인의 여우주연상, 그리고 수상을 한 니콜스의 각본상, 섀넌의 남우주연상을 포함해서 총 4개 부문에 후보로 올랐다.

## 줄거리
영화는 오하이오 주의 작은 마을에 사는 커티스 라포셰라는 젊은 가장이 주인공이다. 그는 어느 날부터 끔찍한 묵시록적인 환영과 환청에 시달리게 된다. 검은 기름 같은 빗물, 무리를 지어 덤벼드는 검은 새들, 그리고 가까운 사람들이 자신을 해치는 환상들이 그의 현실을 잠식해 간다. 그는 이러한 고통을 아내 사만다와 청각 장애를 가진 딸 한나에게 숨긴 채, 불안감을 해소하기 위해 뒷마당에 폭풍 대피소를 짓는 데 집착한다. 
커티스의 이상 행동은 점점 심해져 가족, 친구, 직장 동료들과의 관계를 악화시키고, 심지어 꿈속에서 자신을 해친 사람들과도 현실에서 거리를 두게 된다. 건설 현장에서 장비를 몰래 가져다 쓰면서 직장마저 위태로워진다. 불면증과 환영에 시달리던 커티스는 무료 상담소에서 가족력에 대한 상담을 받는데, 그의 어머니가 자신과 비슷한 나이에 편집성 정신분열증을 겪었다는 사실을 알게 되면서 자신이 같은 병에 걸릴까 봐 더욱 두려워한다.
결국, 커티스는 아내에게 알리지 않고 무리하게 대피소 건축 자금을 마련하고, 이 사실을 알게 된 사만다는 분노한다. 진정제 과다 복용으로 발작을 일으킨 커티스는 마침내 아내에게 자신의 환상과 두려움에 대해 솔직하게 털어놓는다. 딸 한나의 인공와우 수술을 앞두고 커티스는 직장에서 해고당하고, 의료 보험 혜택마저 줄어들면서 가족에게 큰 어려움이 닥친다. 불안감에 휩싸인 그는 가족을 위해 방독면을 구입하고 보험을 연장하려 하지만, 상담사가 교체되자 더 이상 정신과 치료를 받지 않는다.
사만다는 남편에게 정신과 진료를 받게 하고, 부부 관계를 회복하기 위해 마을 모임에 참석하지만, 커티스의 행동이 이상하다는 소문을 퍼뜨린 직장 동료 드와트와의 싸움으로 모든 상황은 걷잡을 수 없이 악화된다. 드와트를 폭행한 커티스는 사람들에게 다가올 재앙을 예언하며 공포에 질린 채 소리친다.
어느 날 토네이도 경보가 울리고, 커티스는 가족과 함께 대피소로 피신한다. 폭풍이 지나간 후, 사만다의 설득에 커티스는 마스크를 벗고 대피소 문을 열지만, 여전히 폭풍 소리가 들린다. 사만다는 폭풍은 지나갔다며 문을 열라고 설득하고, 커티스는 문을 열어 햇빛 속에서 평화롭게 복구 작업을 하는 이웃들을 본다.
부부는 정신과 의사의 권유에 따라 해변 휴가를 떠나지만, 커티스는 귀가 후 정신병원에 입원해야 한다는 말을 듣는다. 해변에서 모래성을 쌓던 커티스에게 딸 한나가 "폭풍"이라는 수어를 하자, 커티스가 환영에서 보았던 기름처럼 끈적한 빗물이 내리기 시작한다. 사만다가 손을 내밀어 빗물을 맞자, 커티스가 보았던 묵시록적인 폭풍 구름이 바다 위를 뒤덮고, 해일이 몰려오는 장면을 보여주며 영화는 끝맺는다.

## 배역
- 마이클 섀넌 - 커티스 라포쉬
- 제시카 채스테인 - 사만다 라포쉬
- 케이티 믹슨 - 냇
- 시어 위검 - 드워트
- 캐시 베이커 - 사라
- 레이 맥키넌 - 카일
- 리사 게이 해밀턴 - 켄드라
- 토바 스튜어트 - 한나 라포쉬